# جسی واترز
جسی واترز (انگلیسی: Jesse Watters؛ زادهٔ ۹ ژوئیهٔ ۱۹۷۸) روزنامه‌نگار، مجری فاکس نیوز و صاحب‌نظر سیاسی اهل ایالات متحده آمریکا است. وی از سال ۲۰۰۲ میلادی تاکنون مشغول فعالیت بوده‌است.